# Klein Duimpje

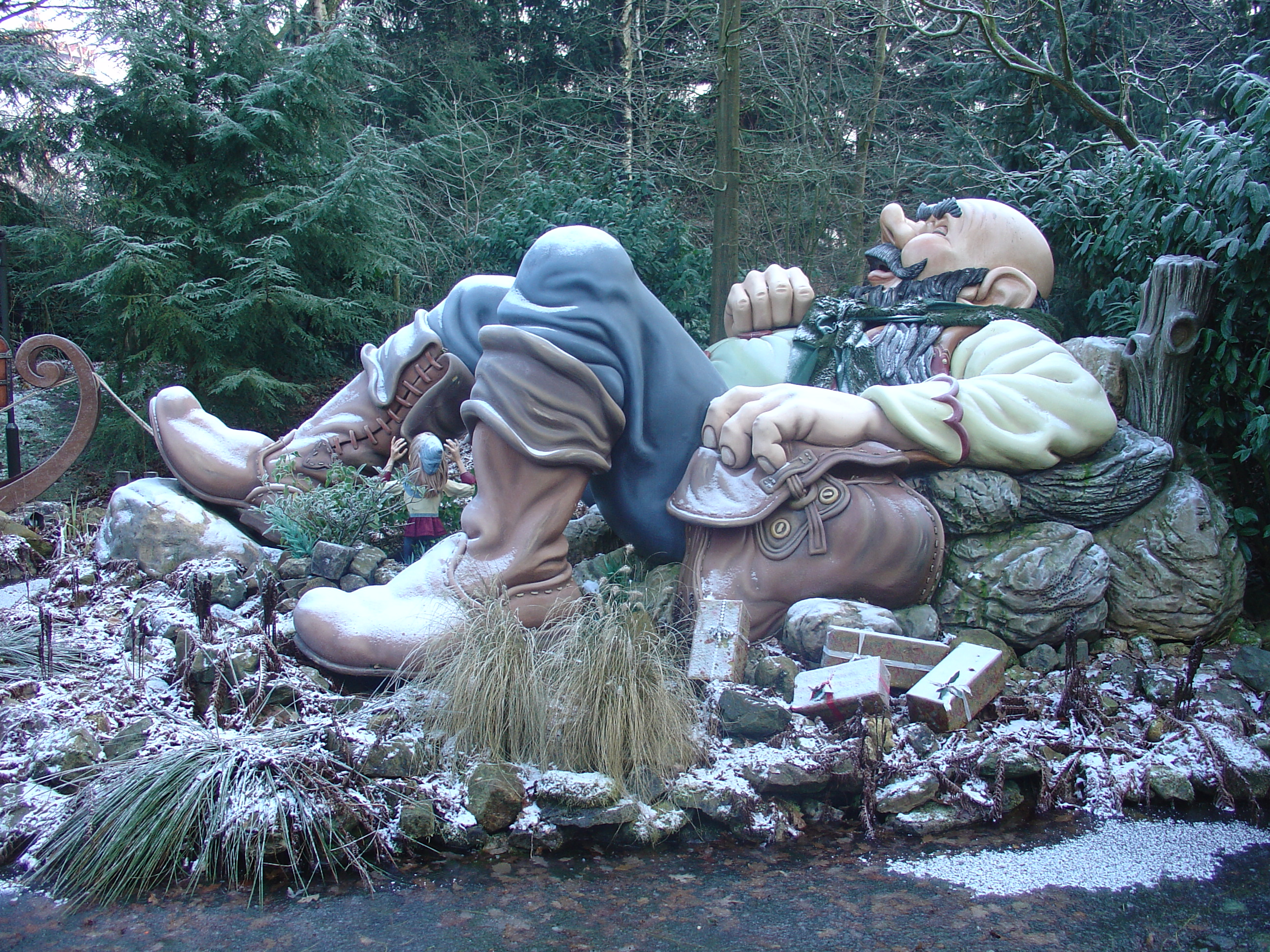
Klein Duimpje en de reus met zevenmijlslaarzen in het Sprookjesbos in de Efteling.

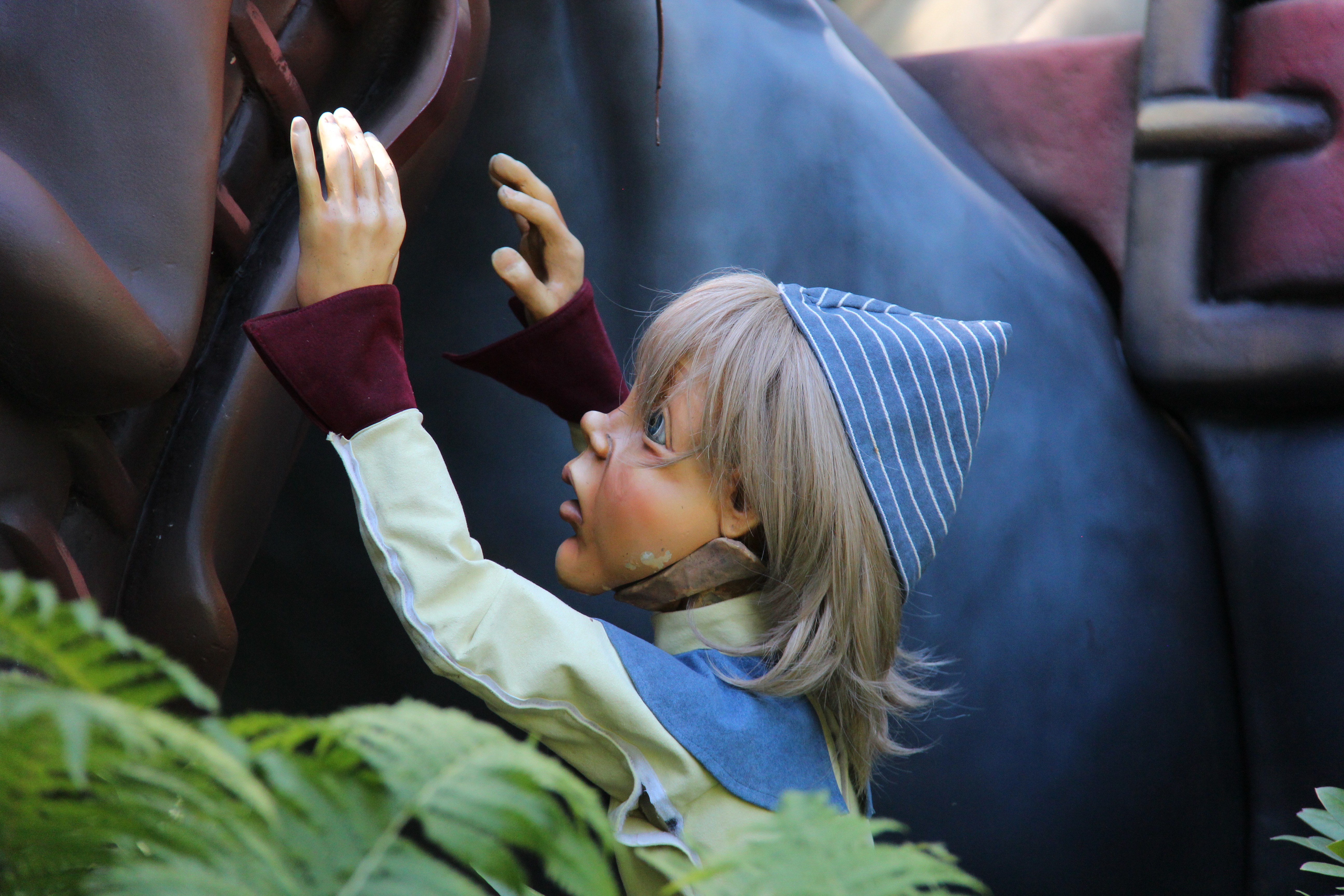
Klein Duimpje in het Sprookjesbos in de Efteling.

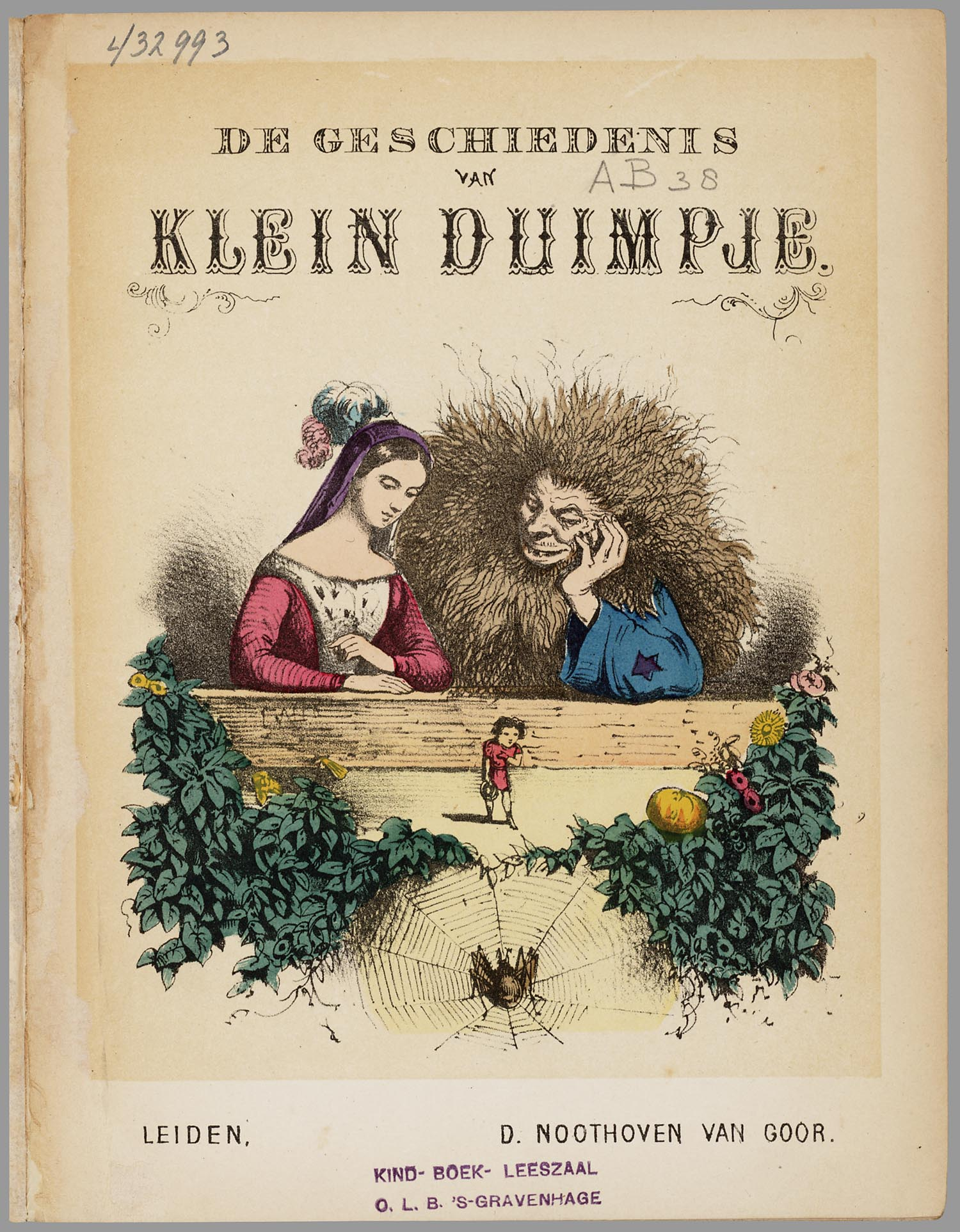
De geschiedenis van Klein Duimpje (1865).

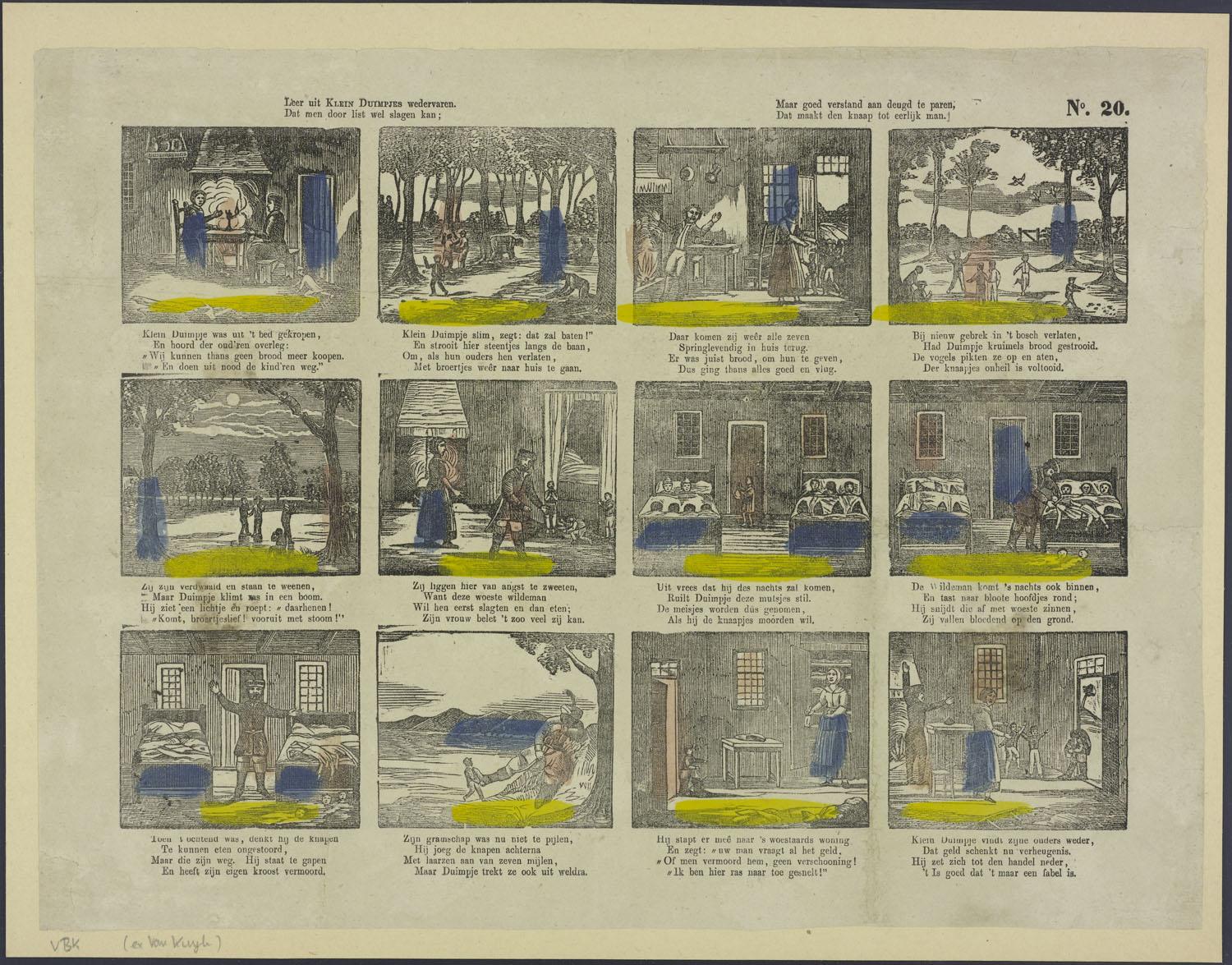
Verhaal van Klein Duimpje op een centsprent (rond 1860).

Klein Duimpje is de hoofdrolspeler in verscheidene internationaal rondtrekkende sprookjes over een jongetje "zo groot als een duim".

## Klein Duimpje en de reus

### Het sprookje
Klein Duimpje wordt met zijn broertjes door zijn ouders in het bos achtergelaten, omdat er te weinig eten voor hen is. Eerst weet hij de weg naar huis met behulp van witte steentjes, die Klein Duimpje achter zich heeft laten vallen, terug te vinden.

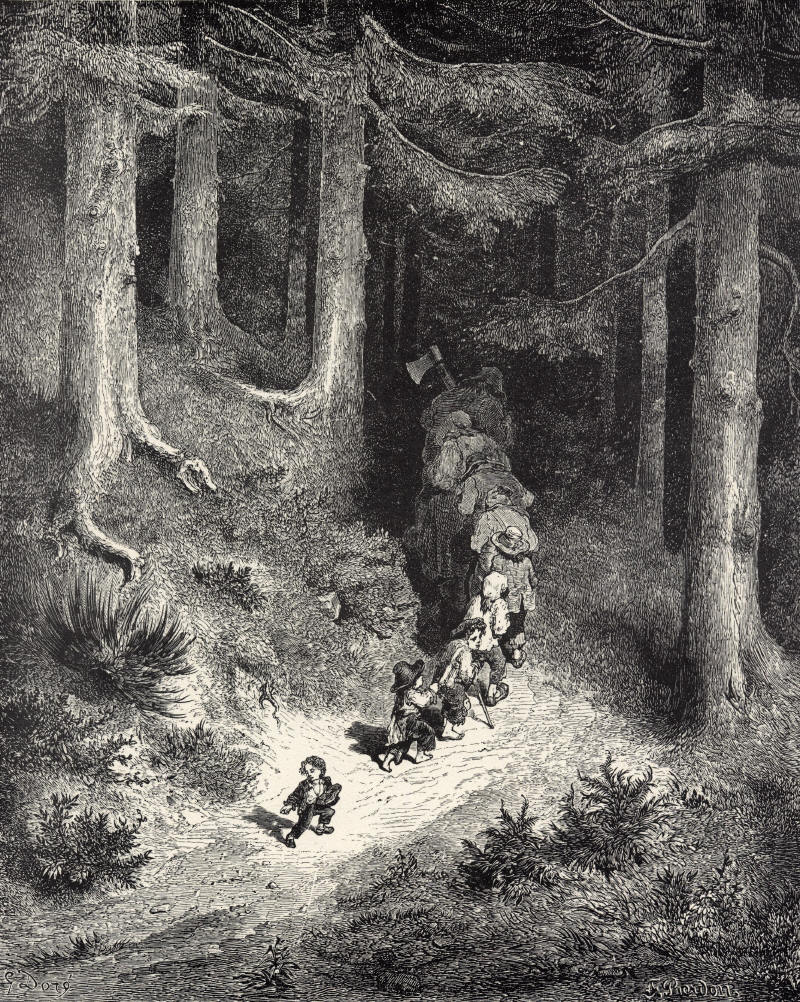
Klein Duimpje strooit kruimeltjes, als hij met zijn broertjes diep in het bos wordt gebracht door zijn ouders. Illustratie door Gustave Doré.

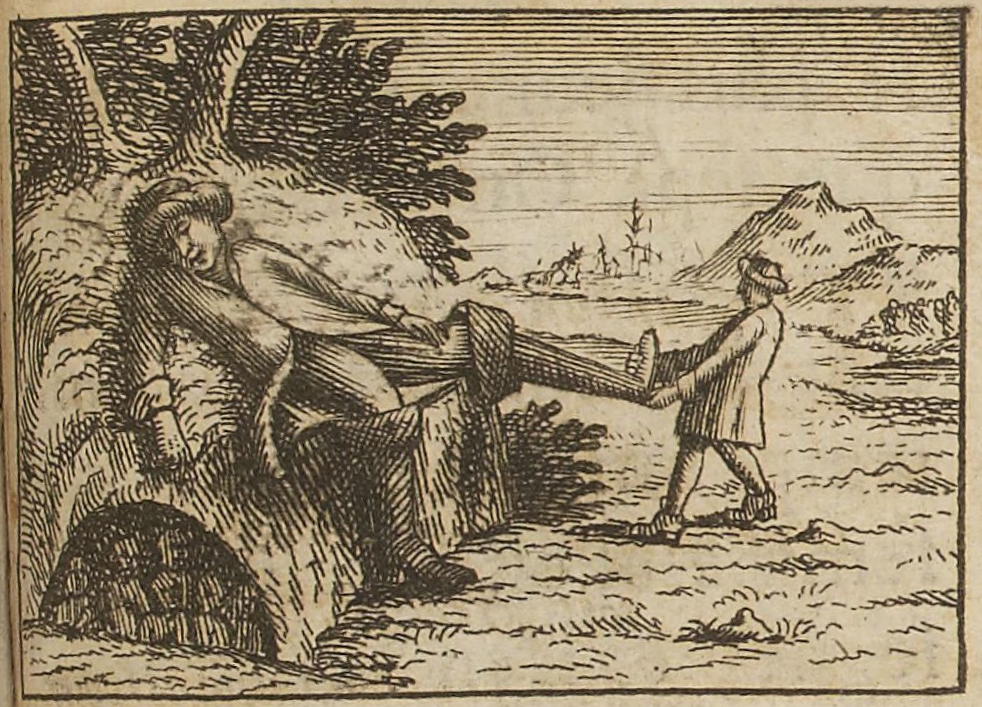
Klein Duimpje pakt de zevenmijlslaarzen, 1697.

Als ze voor de tweede maal worden achtergelaten heeft Klein Duimpje geen steentjes kunnen verzamelen en laat hij als noodoplossing broodkruimels achter. Die worden door de vogels opgegeten.
Als zij al zoekend in het huis van de mensenetende reus terechtkomen, verwisselt Klein Duimpje de mutsen van zijn broertjes  met de kroontjes van de slapende dochters van de reus, waarop de reus zijn eigen kinderen doodt.
De reus wil zich wreken op Klein Duimpje, maar deze heeft tijdens hun vlucht de zevenmijlslaarzen van de reus gestolen. Hiermee kunnen stappen van zeven mijl tegelijk genomen worden, zodat de reus hen niet meer in kan halen. Als ze ten slotte thuiskomen, blijkt dat hij ook nog eens de schatten van de reus heeft meegenomen.

#### Versies
Het sprookje van Klein Duimpje en de reus (AT 327B, The Dwarf and the Giant) is opgetekend in heel Europa en ver daarbuiten, onder andere in Latijns-Amerika en Indonesië. Qua thema's lijkt het sprookje erg op dat van Hans en Grietje: de kinderen worden uit huis gezet, kunnen met broodkruimels de terugweg niet vinden, en dreigen door een heks of reus opgegeten te worden. Het kenmerkende verschil wordt gevormd door het motief van het verruilen van de kledingstukken. Dit motief komt al voor bij Euripides in de vijfde eeuw v. Chr.
Het sprookje van Klein Duimpje en de reus is met name populair geworden door de verspreiding van kindersprookjesboeken. De illustraties van Gustave Doré hebben daartoe bijgedragen.
Klein Duimpje en de reus is onder andere opgetekend door Charles Perrault in zijn Sprookjes van Moeder de Gans uit 1697.
In de Nederlandse vertaling gaat het om een reus, de originele tekst spreekt over een oger, een mensenetend monster.
In de sprookjesparken De Efteling in Kaatsheuvel en Sprookjeswonderland in Enkhuizen wordt het sprookje van Klein Duimpje en de reus uitgebeeld. De Efteling kende tevens jarenlang in de zomermaanden de Zevenmijls Zomer. Dit is een verwijzing naar de zevenmijlslaarzen uit dit sprookje.
Het sprookje wordt vaak aan de gebroeders Grimm toegeschreven, maar hun sprookjes Duimendik (KHM37) en Duimpje de wereld in (KHM45) uit Kinder- und Hausmärchen beschrijven andere avonturen.

## Duimpje de wereld in

### Het sprookje
Een kinderloos echtpaar krijgt uiteindelijk toch een klein jongetje, dat echter maar zo groot is als een duim en niet groter wordt. Het wordt wel een heel handig ventje dat zijn vader helpt bij het werk. Een keer leidt hij paard en wagen naar het bos en Klein Duimpje zit in het oor van het paard zijn bevelen door te geven. Twee mannen zien hem zitten. Ze vragen diens vader of hij Klein Duimpje wil verkopen. Ze willen hem voor geld op markten laten zien. Op aanraden van Klein Duimpje verkoopt de vader zijn zoontje uiteindelijk.
Hij reist op de hoedrand van een van de mannen mee. Op het moment dat hij nodig naar het toilet moet, zetten de mannen Klein Duimpje op de grond. Hij verdwijnt in een muizenhol en laat de mannen alleen verder trekken. Kort daarna komt hij twee dieven tegen die geld van de pastoor willen stelen. Klein Duimpje zegt dat hij hen kan helpen. Hij kan doordat hij zo klein is namelijk overal binnen komen. Wanneer ze bij de pastoor zijn binnen geslopen, zet Klein Duimpje een harde stem op. Hij vraagt of ze alles willen hebben wat in de schatkamer ligt. De huishoudster wordt wakker en de dieven vluchten.
Klein Duimpje gaat in het stro liggen slapen. De volgende dag geeft de huishoudster de strobos met Klein Duimpje erin te eten aan de koe. Hij belandt hierop in een van de magen van de koe. Hij schreeuwt dat er niet nog meer stro in de maag moet. De huishoudster hoort dit. Ze waarschuwt de pastoor. Die denkt dat er een kwade geest in de koe is gekomen en laat de koe slachten. De maag waarin Klein Duimpje zich bevindt wordt op de mesthoop gegooid. Net wanneer Klein Duimpje uit de maag wil kruipen, wordt deze door een wolf opgegeten. Vanuit de maag vertelt hij de wolf de weg naar zijn ouderlijk huis. Daar ligt namelijk een grote voorraad eten klaar. De wolf gaat erheen, eet zich rond en kan de voorraadkamer niet meer uit. Klein Duimpje gaat schreeuwen, waarop zijn ouders komen kijken en de wolf doden.

#### Versies
Het hier beschreven sprookje van Klein Duimpje staat bekend als Duimendik (KHM37) en Duimpje de wereld in (KHM45) uit de Kinder- und Hausmärchen. In het wetenschappelijke volksverhaalonderzoek staat het bekend als AT 700, Tom Thumb.
Het verblijf in een van de koeienmagen vormt een centraal en populair motief in de vele varianten die van dit sprookje zijn opgetekend. Het is in heel Europa en ver daarbuiten bekend. De oudste literaire vermelding komt voor in Engeland in R. Scot: Discoverie  of Witchcraft, uit 1584. De protagonist heet daar Tom Thumb. In Nederland is het sprookje meer dan vijfentwintig keer opgetekend, in Vlaanderen ruim vijftien maal. In beide landen circuleerden in de negentiende eeuw ook kinderprenten met het thema.
Een van de bekendere Nederlandse versies van dit verhaal van Klein Duimpje is opgetekend door Herman Korteling (1898-1994). Korteling had het uit de mondelinge overlevering gehoord van zijn oudtante en situeerde in 1954 het sprookje in Deventer. Het gaat over Klein Duumken, die in een van de magen van een koe terechtkomt. Dit Deventer sprookje van Klein Duimpje is later bewerkt door volksverhaalkundigen Tjaard W.R. de Haan en Ruben Koman.

#### Interpretaties
Het sprookje van Klein Duimpje is vaak symbolisch geïnterpreteerd. Zo zag P. Saintyves in de avonturen van Klein Duimpje de neerslag van initiatierite. In de psychoanalytische literatuur wordt Klein Duimpje als fallussymbool gezien.
De sprookjesstof is humoristisch verwerkt in de Amerikaanse kinderfilm Tom Thumb van G. Pal uit 1958. Een van de hoofdrollen werd gespeeld door Peter Sellers.